# ماتيدلي مونيث
لا ينبغي الخلط بينها وبين الكاتبة ماتيلدي مونيوث (كونتشا غيون) المولودة عام 1953.
ماتيلدي مونيوث باربيري (مدريد، 11 أبريل 1895 - هافانا، 12 أغسطس 1954) كانت كاتبة إسبانية في مجالات أدبية متنوعة. استخدمت أيضًا الاسم المستعار "سيلما باربيري".
| ماتيدلي مونيث باربيري      | ماتيدلي مونيث باربيري                | ماتيدلي مونيث باربيري                |
| معلومات شخصية              | معلومات شخصية                        | معلومات شخصية                        |
| -------------------------- | ------------------------------------ | ------------------------------------ |
| الميلاد                    | 11 أبريل 1895 مدريد (اسبانيا)        | 11 أبريل 1895 مدريد (اسبانيا)        |
| الوفاة                     | 12 أغسطس 1954(59 عاما) هافانا (كوبا) | 12 أغسطس 1954(59 عاما) هافانا (كوبا) |
| الجنسية                    | اسبانية                              | اسبانية                              |
| العائلة                    |                                      |                                      |
| الأب                       | إدواردو مونيوث غارسيا                | إدواردو مونيوث غارسيا                |
| معلومات مهنية              |                                      |                                      |
| المهنة                     | كاتبة                                | كاتبة                                |
| سنوات النشاط               | 1917-1954                            | 1917-1954                            |
| الاسم المستعار             | ماتيلدي مونيوث؛ سلمى باربيري         | ماتيلدي مونيوث؛ سلمى باربيري         |
| اللغة الأدبية              | القشتالية                            | القشتالية                            |
| [editar datos en Wikidata] |                                      |                                      |

## السيرة الذاتية
ولدت في 11 أبريل 1895 في مدريد، إسبانيا. هي ابنة الصحفي إدواردو مونيوث غارسيا (1863-1915) من خاين، ولورا باربيري أرخيدونا من سيوداد ريال.
درست الفلسفة والآداب. عملت في جريدة "إل إمبارثيال" حيث كانت تكتب نقدًا في قسم الفن ونشرت أولى أعمالها. إلى جانب عملها كصحفية، كانت روائية، وكاتبة مقالات، وكاتبة مسرحيات، وشاعرة، وكاتبة نصوص إذاعية. كانت عضوًا في نادي "لايسيوم" النسائي، حيث تواصلت مع نساء مثقفات بارزات في تلك الفترة.
بعد الحرب الأهلية الإسبانية، مُنعت من ممارسة الصحافة وقررت المنفى، وانتقلت إلى كوبا في عام 1945، حيث كان يعيش أخوها غير الشقيق إدواردو مونيوث نيغارت (1912–1963)، وزوجته ماريا باكس فورنيس (1911–1987)، وأبناؤهما إدواردو مونيوث باكس (1937–2001) وآنا ماريا مونيوث باكس (1939-)، وجميعهم فنانون. كرست نفسها للمسرح.
توفيت عن عمر 59 عامًا في 12 أغسطس 1954 في هافانا.

## المؤلفات

### باسم ماتيلدي مونيوث
- عن الموسيقى: مقالات في الأدب والنقد (1917)
- أساطير الضباب: مجموعة من الصور الرومانسية مستوحاة من فالس قديم (1918)
- تفاهات مدام دو ليس (1921)
- شاطئ أفروديت: صيف سان سباستيان (1922)
- ومع طفل بين ذراعي (1925)
- العالم الجديد (1926)

- الحب الحزين لماوريسيو (1926)
- الآنسة ذات القبعة القبيحة: قراءات لابنتي (1926)
- العذراء الميتة (1930)
- في أرض آخ ر حب (1931)
- نابليون، رسائله العاطفية إلى جوزفين (1935)

- الفارس دي كومبو (1945)
- فيليب الثاني (1945)
- تاريخ الزرzuela والجينيرو تشيكو (1946) = تاريخ المسرح في إسبانيا: الزرzuela والجينيرو تشيكو ج3
- تاريخ المسرح الملكي = الأوبرا والمسرح الملكي (1946) = تاريخ المسرح في إسبانيا: الأوبرا والمسرح الملكي
- السنونو على الشوك: رواية للفتيات من سن 10 إلى 15 عامًا (1946)

- تاريخ المسرح الدرامي في إسبانيا = الدراما والكوميديا ج1 (1948)
- ابن أميّة: تمرد الموريسكيين في منطقة البوجارّاس (1954)

### باسم سلمى باربيري
- العاشق اللامتناهي (1945)